# 鶴田俊正
鶴田 俊正（つるた としまさ、1934年3月28日 - ）は、日本の経済学者。学位は、経済学博士（論文博士・1986年）（学位論文「戦後日本の産業政策」）。専修大学名誉教授。

## 略歴
東京府（現東京都中野区）出身。早稲田大学政治経済学部卒、1962年同大学院経済学研究科修士課程修了。1986年「戦後日本の産業政策」で経済学博士。国民経済研究協会主任研究員、研究部長を経て、専修大学経済学部教授。2004年定年、名誉教授。1998年『規制緩和』で石橋湛山賞受賞。

## 著書
- 『戦後日本の産業政策』日本経済新聞社 1982
- 『日本経済挑戦と協調』(東経選書)東洋経済新報社 1988
- 『規制緩和 市場の活性化と独禁法』ちくま新書 1997

### 共編著
- 『日本の産業 1  新・貿易立国論』白根礼吉共編 筑摩書房 1979
- 『セミナー日本産業の常識 新版』編著(常識シリーズ)日本評論社 1979
- 『世界と日本の流通政策 商業立地と都市形成』編著 日本評論社 1980
- 『成熟社会のサービス産業 「サービス経済化」時代の日本経済』有斐閣選書)編 1982
- 『現代産業論 開放システム時代の企業社会』中村秀一郎共編著 中央経済社 1989
- 『政府規制の緩和と競争政策』編 ぎょうせい 1989
- 『ポスト構造協議』宮智宗七共編著 東洋経済新報社 1990
- 『日本産業構造論』伊藤元重共著 NTT出版 2001
- 『産業再生と企業結合 課題・政策・ルール』糸田省吾,日下部聡共編 NTT出版 2004

## 論文
- <鶴田俊正